# Hydrometroidea
Super-famille
Les Hydrometroidea sont une super-famille d'insectes hémiptères du sous-ordre des hétéroptères (punaises), de l'infra-ordre des Gerromorpha. Selon les classifications, elle contient entre une et trois familles, pour 125 à 130 espèces.

## Liste des familles
Selon BioLib (2 avril 2022) :
- famille Hydrometridae Billberg, 1820
- famille Macroveliidae McKinstry, 1942
- famille Paraphrynoveliidae Andersen, 1978

Selon ITIS (2 avril 2022) :
- famille Hydrometridae Billberg, 1820

Selon  Species File (2 avril 2022) :
- famille Hydrometridae